# Maria Carolina Zamoyska
Maria Carolina Zamoyska (Cracóvia ou Carcóvia, 22 de setembro de 1896 — Marselha, 9 de maio de 1968) foi condessa Saryusz de Zamoysc-Zamoyska por nascimento. Foi também  duquesa de Castro e princesa de Bourbon-Duas Sicílias pelo seu casamento com Rainério de Bourbon-Duas Sicílias.

## Família
Maria Carolina era a quarta filha e sexta e penúltima criança nascida do conde Andrzej Przemysław Zamoyski e de Maria Carolina de Bourbon-Duas Sicílias. Seus avós paternos eram o conde Stanisław Kostka Zamoyski e Róża Marianna Potocka. Seus avós maternos eram Francisco, Conde de Trápani e Maria Isabel de Áustria-Toscana.

## Biografia
Em 19 de setembro de 1923, aos 26 anos de idade, a condessa casou-se com o seu primeiro de primeiro grau, o duque Rainério, de 40 anos, em Vyšné Ružbachy, na Eslováquia. Ele era filho de Afonso, Conde de Caserta e de Maria Antonieta de Bourbon-Duas Sicílias, sua tia materna.
Maria Carolina morreu em 9 de maio de 1968, em Marselha, na França, aos 71 anos de idade. Seu marido faleceu alguns anos mais tarde, em 13 de janeiro de 1973, aos 89 anos de idade.

## Descendência
O casal teve dois filhos:
- Maria do Carmo Carolina Antônia de Bourbon-Duas Sicílias (n. 13 de julho de 1924), princesa de Bourbon-Duas Sicílias. Não se casou e nem deixou descendência;
- Fernando de Bourbon-Duas Sicílias (28 de maio de 1926 - 20 de março de 2008), duque de Castro e pretendente a chefia da Casa Real das Duas Sicílias. Foi marido de Chantal de Chevron-Villette, com quem teve três filhos.

## Títulos e estilos
- 22 de setembro de 1896 – 12 de setembro de 1923: Condessa Maria Carolina Zamoyska
- 12 de setembro de 1923 – 7 de janeiro de 1960: Sua Alteza Real Princesa Maria Carolina das Duas Sicílias, Condessa Zamoyska
- 7 de janeiro de 1960 – 9 de maio de 1968: Sua Alteza Real Princesa Maria Carolina das Duas Sicílias, A Duquesa de Castro, Princesa das Duas Sicílias, Condessa Zamoyska